# Kukla
Kukla (bułg. Кукля) – wieś w Bułgarii, w obwodzie Gabrowo, w gminie Drjanowo. Miejscowość jest wyludniała.